# Pat Roach
Patrick „Pat“ Roach (* 19. Mai 1937 in Birmingham, West Midlands, England; † 17. Juli 2004 ebenda) war ein britischer Wrestler und Filmschauspieler.

## Biografie

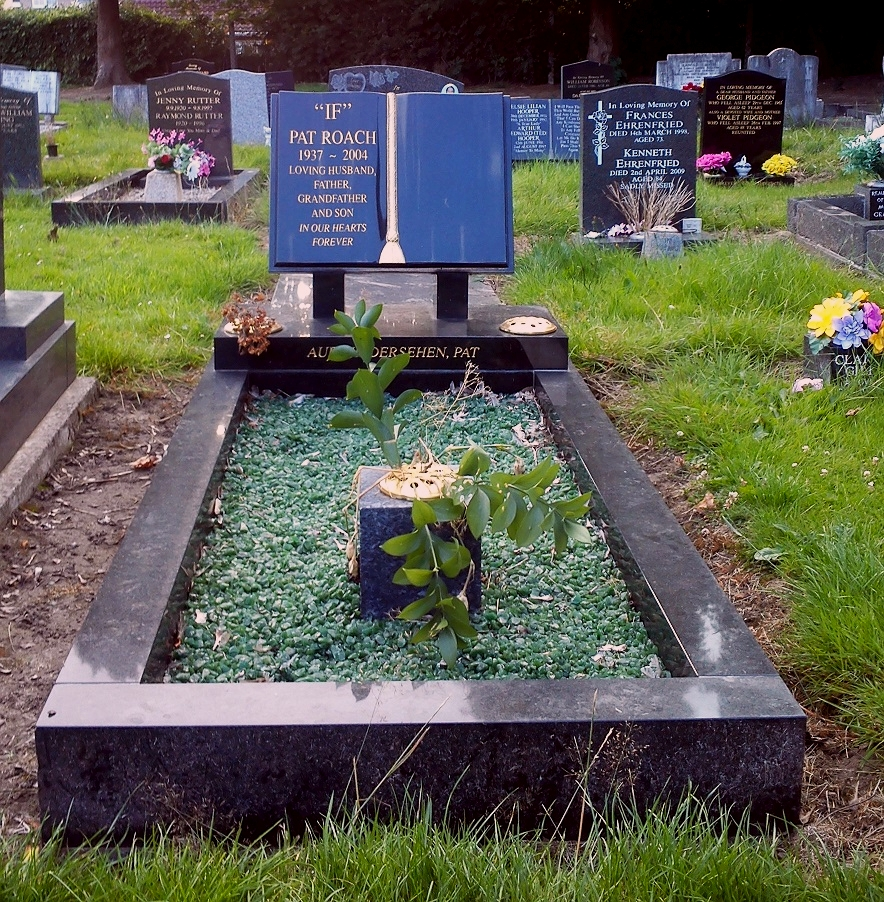
Roachs Grab in Bromsgrove

Pat Roach war mit 1,96 m Körpergröße, einem trainierten Körper und breiten Schultern ein Hüne und bekam daher den Spitznamen „Bomber“. Unter diesem Namen nahm er auch an zahlreichen europäischen Wrestlingveranstaltungen teil.
Sein Filmdebüt erfolgte 1971 in Stanley Kubricks Uhrwerk Orange, in dessen Abspann er jedoch ungenannt bleibt. Seit diesem Zeitpunkt stand Roach in zahlreichen Spielfilmen, meist in der Rolle von Bösewichten und übermenschlich großen Kriegern, vor der Kamera. So wirkte er in den ersten drei Indiana-Jones-Filmen mit und als Gegenspieler von James Bond in Sag niemals nie. Außerdem sprach er 1976 für die Rolle des Darth Vader in Star Wars: Episode IV – Eine neue Hoffnung vor, jedoch konnte ihm David Prowse die Rolle mit Erfolg streitig machen. Als Schauspieler in einer Hauptrolle trat er im Film Willow in der Rolle des General Kael auf. Beim britischen Publikum erreichte er auch größere Popularität durch die Darstellung des Maurers Brian "Bomber" Busbridge in der Sitcom Auf Wiedersehen, Pet, die von 1983 bis 1986 sowie nochmals als Neuauflage zwischen 2002 und 2004 erstausgestrahlt wurde.
Parallel zu seiner Arbeit am Film besaß Roach auch ein Fitnessstudio in Birmingham und hatte stets eine gute Beziehung zu seinen Fans. Mit seiner Frau Doreen Harris, die er 1957 heiratete, hatte er ein Kind. Infolge von Kettenrauchen erkrankte er an Kehlkopfkrebs, an dem er 2004 im Alter von 67 Jahren starb.

## Filmografie (Auswahl)
- 1971: Uhrwerk Orange (A Clockwork Orange)
- 1975: Barry Lyndon
- 1979: König Artus und der Astronaut (Unidentified Flying Oddball)
- 1980: Rising Damp
- 1981: Kampf der Titanen (Clash of the Titans)
- 1981: Jäger des verlorenen Schatzes (Raiders of the Lost Ark)
- 1983: Sag niemals nie (Never Say Never Again)
- 1983–1986, 2002–2004: Auf Wiedersehen, Pet (Fernsehserie, 36 Folgen)
- 1984: Indiana Jones und der Tempel des Todes (Indiana Jones and the Temple of Doom)
- 1984: Conan der Zerstörer (Conan the Destroyer)
- 1985: Red Sonja
- 1985: Der Aufpasser (Minder, Fernsehserie, Folge 6x03)
- 1985: Wettlauf zum Pol (The Last Place on Earth, Miniserie, 5 Folgen)
- 1988: Willow
- 1989: Indiana Jones und der letzte Kreuzzug (Indiana Jones and the Last Crusade, Szenen nicht in der finalen Kinoversion)
- 1989: Die Rückkehr der Musketiere (The Return of the Musketeers)
- 1989: Casualty (Fernsehserie, Folge 4x01)
- 1990: Hotel zur Unsterblichkeit (Wings of Fame)
- 1990: Big Man
- 1991: Robin Hood – König der Diebe (Robin Hood: Prince of Thieves)
- 1995: Space Cops – Tatort Demeter City (Space Precinct, Fernsehserie, Folge 1x10)
- 1995: The Bill (Fernsehserie, Folge 11x39)
- 1996: Portrait of a Lady (The Portrait of a Lady)
- 1996: Heartbeat (Fernsehserie, Folge 6x12)
- 1997: Kull, der Eroberer (Kull the Conqueror)
- 2001: Starhunter (Fernsehserie, Folge 1x10)
- 2001: Crust